# Кереци
Кереци (рус. Кереки) су чукотско-камчатски народ, који живи у Чукотском аутономном округу на крајњем сјевероистоку Руске Федерације. Кереци су шаманисти, а говорили су керечким језиком, док данас говоре чукотским језиком, оба ова језика спадају у групу чукотко-камчатских језика, већина данас говори и руским језиком. Кереци спадају у групу палеоазијских народа Русије.

## Популација
Попис становништва из 2002. године је показао, да у Русији живи 8 Керека. Према службеним подацима пописа становништва Русије 2010. године, број Керека је износио 4 човјека, a из 2021 број је порастао на 23 човјека који су били настањени у Чукотском аутономном округу. Према попису становништва из 1897. године, број Керека је износио око 102, док је на попису из 1959. године тај број износио око 100. Некада су Кереци били многобројан народ који се дијелио на двије групе, али се током 20. вијека, највећи број Керека асимиловао у Чукче. Посљедњи Кереци су током пописа из 2010. године живјели у селу Мејнипилгино, Анадирски рејон, Чукотског аутономног округа.

## Култура
Традиционална занимања Керека су била, лов, риболов, трговина кожом. Од копнених животињских врста, ловили су, вукове, медвједе, собове, планинске овце, као и многе врсте малих животиња и птица, које су хватали у специјалне замке и мреже. У лову су користили примитивна оружја, па су тако птице и мање животиње, ловили луком и стријелом. Риболов је такође био један од извора прихода Керека, рибе нису ловили само за тренутну употребу, него су градњом брана, језера, рибе хватали и узгајали за будућу употребу, и сигурнији извор исхране.